# EUCAP Sahel Niger
EUCAP Sahel Niger est une mission civile de l'Union européenne, lancée en 2012 dans le cadre de sa politique de sécurité et de défense commune (PSDC). Depuis le 5 juin 2023, la juge allemande Katja Dominik est la Cheffe de Mission. Elle succède à la policière allemande Antje Pittelkau, qui a été la première femme à prendre la tête d'une mission civile de l'UE en 2021.
Le 4 décembre 2023, le Conseil national pour la sauvegarde de la patrie annoncent mettre fin à la mission EUCAP Sahel Niger et qu’elle a 6 mois pour quitter le Niger ,. L’Union européenne par la voix de son représentant pour les affaires étrangères Josep Borrell annoncent « regretter la décision prise par la junte de dénoncer l'accord établissant la base juridique de déploiement de la mission européenne EUCAP Sahel Niger et de la mission de coopération militaire EUMPM » et qu’elle en tirera « les conséquences opérationnelles qui s'imposent ».

## Historique
EUCAP Sahel Niger est lancée en août 2012 pour un premier mandat courant jusqu'au 31 juillet 2013. Ce mandat a été, pour des raisons budgétaires, prolongé jusqu'au 31 octobre 2013. Il est renouvelé une nouvelle fois jusqu'au 31 juillet 2014. En octobre 2015, la Mission EUCAP Sahel Niger est reconduite sur la période du 16 juillet 2015 au 15 juillet 2016 avec un budget de 18,4 millions. En juillet 2016, le conseil européen renouvelle la mission jusqu'au 15 juillet 2018 avec un budget de 26,3 millions d'euros. En septembre 2018, le Conseil européen renouvelle pour 2 ans la mission avec un budget d'action de 63,4 millions d'euros.En septembre 2020, le mandat d'EUCAP Sahel Niger a été prolongé de deux ans, jusqu'en septembre 2022. En septembre 2022, le Conseil a décidé de renouveler le mandat jusqu'au 30 septembre 2024, avec une dotation budgétaire d'un peu plus de 72 millions d'euros pour la période allant du 1er octobre 2022 au 30 septembre 2024.

Le premier chef de mission fut le général de brigade Fransisco Espinosa Navas de la Garde civile espagnole. Son mandat a pris fin avec le premier mandat de la mission, le 31 octobre 2013. Le 2 mai 2018, Frank Van der Mueren succède à Kirsi Henriksson à la tête d'EUCAP Sahel Niger.
En 2017, la mission EUCAP Sahel Niger a organisé 198 formations réunissant un total de 3 400 participants sur des sujets tels que l'ordre public, la gestion de crise, la contrebande. En 2018, EUCAP Sahel Niger a remis des équipements pour un montant total de 4,9 millions d'euros aux autorités nigériennes. En avril 2019, la mission fait don à l'Institut géographique national du Niger d'équipements cartographiques et topographiques d'une valeur de 107 millions de CFA. L'équipement contient des licences de logiciel ainsi que des outils de capture hyper-précis, ce qui permet à l'IGN nigérien d'envisager une cartographie complète et précise du pays.
De 2012 à 2019, EUCAP Sahel Niger a formé près de 19 000 membres des forces de sécurité intérieure du Niger.
Le 3 mai 2019, la chancelière allemande Angela Merkel visite les locaux d'EUCAP Sahel Niger pour suivre les progrès de la mise en place d'une compagnie mobile de contrôle des frontières (CMCF) que l'Allemagne co-finance à hauteur de 6 millions d'euros. Basé à Birni N'Konni, à la frontière avec le Nigeria, ce CMCF2 est opérationnel depuis mai 2021.

## Description
EUCAP Sahel Niger est composée d'environ 130 experts provenant de plusieurs pays de l'Union européenne. Il s'agit d'une mission dite de « capacity building ». Son quartier-général se trouve à Niamey, au Niger, avec un antenne à Agadez depuis 2016.
Ses objectifs sont de permettre le renforcement des capacités des forces de défense et de sécurité nigériennes dans le cadre de la lutte contre le terrorisme et la criminalité organisée. La mission n'a cependant aucun caractère exécutif et ses experts ne participent donc pas aux missions opérationnelles des services de sécurité nigériens.

## Concept de Forces Mobiles
Au cours de l'été 2022, le comité de pilotage (COPIL) d'EUCAP Sahel Niger a décidé de réorienter le travail de la mission. L'accent est désormais mis sur le concept de forces mobiles, qui prévoit le doublement des unités mobiles actuelles de la police, de la gendarmerie et de la garde nationale dans un avenir proche, pour atteindre douze unités. Ce concept, dans la mise en œuvre duquel EUCAP Sahel Niger joue un rôle important de coordination pour les partenaires internationaux, est un exemple d'approche holistique impliquant tous les acteurs sur le terrain.

## Compléments